# Gorožup
Gorozhup en albanais et Gorožup en serbe latin (en serbe cyrillique : Горожуп) est une localité du Kosovo située dans la commune/municipalité de Prizren et dans le district de Prizren/Prizren. Selon le recensement kosovar de 2011, elle compte 290 habitants.

## Démographie

### Évolution historique de la population dans la localité
| 1948 | 1953 | 1961 | 1971 | 1981 | 1991 | 2011 |
| ---- | ---- | ---- | ---- | ---- | ---- | ---- |
| 376  | 337  | 332  | 457  | 408  | 423  | 290  |

|  |

### Répartition de la population par nationalités (2011)
En 2011, les Albanais représentaient 99,66 % de la population.